# Équipe de Suisse de football en 1971
Cet article présente les résultats de l'équipe de Suisse de football lors de l'année 1971. En avril, elle dispute la première rencontre de son histoire au stade de l'Allmend, à Lucerne, contre Malte.

## Bilan
|           | Nombre de matchs | Victoires | Défaites | Matchs nuls | Buts marqués | Buts encaissés |
| Domicile  | 5                | 3         | 2        | 0           | 14           | 7              |
| Extérieur | 1                | 0         | 0        | 1           | 1            | 1              |
| Neutre    | 0                | 0         | 0        | 0           | 0            | 0              |
| Total     | 6                | 3         | 2        | 1           | 15           | 8              |

## Matchs et résultats
| Éliminatoires pour l'Euro 1972            | Suisse                                                               | 5 - 0   | Malte | Allmend, Lucerne                                   |                                                    |
| 21 avril 1971 · Historique des rencontres | Blättler 14e · Künzli 17e · Quentin 26e · Citherlet 28e · Müller 30e | (5 - 0) |       | Spectateurs : 18 000 Arbitrage : Gunnar Michaelsen | Spectateurs : 18 000 Arbitrage : Gunnar Michaelsen |
| 21 avril 1971 · Historique des rencontres | Rapport                                                              |         |       | Spectateurs : 18 000 Arbitrage : Gunnar Michaelsen | Spectateurs : 18 000 Arbitrage : Gunnar Michaelsen |

| Match amical                           | Suisse                | 2 - 4   | Pologne                                              | La Pontaise, Lausanne                          |                                                |
| 5 mai 1971 · Historique des rencontres | Künzli 22e · Kuhn 78e | (1 - 1) | 38e Szołtysik · 53e Banaś · 72e Deyna · 74e Lubański | Spectateurs : 18 000 Arbitrage : Joseph Hannet | Spectateurs : 18 000 Arbitrage : Joseph Hannet |
| 5 mai 1971 · Historique des rencontres | Rapport               |         |                                                      | Spectateurs : 18 000 Arbitrage : Joseph Hannet | Spectateurs : 18 000 Arbitrage : Joseph Hannet |

| Éliminatoires pour l'Euro 1972          | Suisse       | 1 - 0   | Grèce | Wankdorf, Berne                                                                    |                                                                                    |
| 12 mai 1971 · Historique des rencontres | Odermatt 74e | (0 - 0) |       | Spectateurs : 37 000 Arbitrage : Lorwerth Price Jones remplacé par Thomas Reynolds | Spectateurs : 37 000 Arbitrage : Lorwerth Price Jones remplacé par Thomas Reynolds |
| 12 mai 1971 · Historique des rencontres | Rapport      |         |       | Spectateurs : 37 000 Arbitrage : Lorwerth Price Jones remplacé par Thomas Reynolds | Spectateurs : 37 000 Arbitrage : Lorwerth Price Jones remplacé par Thomas Reynolds |

| Match amical                                  | Suisse                                              | 4 - 0   | Turquie | Hardturm, Zurich                               |                                                |
| 26 septembre 1971 · Historique des rencontres | Boffi 9e · Odermatt 22e · Künzli 26e · Blättler 27e | (4 - 0) |         | Spectateurs : 22 500 Arbitrage : Alois Kessler | Spectateurs : 22 500 Arbitrage : Alois Kessler |
| 26 septembre 1971 · Historique des rencontres | Rapport                                             |         |         | Spectateurs : 22 500 Arbitrage : Alois Kessler | Spectateurs : 22 500 Arbitrage : Alois Kessler |

| Éliminatoires pour l'Euro 1972              | Suisse                      | 2 - 3   | Angleterre                                 | Parc Saint-Jacques, Bâle                      |                                               |
| 13 octobre 1971 · Historique des rencontres | Jeandupeux 10e · Künzli 44e | (2 - 2) | 1re Hurst · 12e Chivers · 80e (csc) Weibel | Spectateurs : 56 000 Arbitrage : Vital Loraux | Spectateurs : 56 000 Arbitrage : Vital Loraux |
| 13 octobre 1971 · Historique des rencontres | Rapport                     |         |                                            | Spectateurs : 56 000 Arbitrage : Vital Loraux | Spectateurs : 56 000 Arbitrage : Vital Loraux |

| Éliminatoires pour l'Euro 1972               | Angleterre   | 1 - 1   | Suisse       | Wembley, Londres                                        |                                                         |
| 10 novembre 1971 · Historique des rencontres | Summerbee 9e | (1 - 1) | 26e Odermatt | Spectateurs : 100 000 Arbitrage : Constantin Bărbulescu | Spectateurs : 100 000 Arbitrage : Constantin Bărbulescu |
| 10 novembre 1971 · Historique des rencontres | Rapport      |         |              | Spectateurs : 100 000 Arbitrage : Constantin Bărbulescu | Spectateurs : 100 000 Arbitrage : Constantin Bărbulescu |